# マイケル・グラディス
マイケル・グラディス（Michael Gladis,  1977年8月30日 - ）は、アメリカ合衆国の俳優である。

## 来歴
1977年、テキサス州ヒューストンに生まれた。その後すぐにコネチカット州へ移り住み、地元の高校を卒業。その後、アルフレッド大学へ進学した後、State University of New York at New Paltzへ編入学して演劇を専攻した。2002年にハリソン・フォード、リーアム・ニーソン主演の『K-19』で映画デビュー。出演作品の中で特に知られているのが、テレビシリーズ『マッドメン』でのコピーライター、ポール・キンゼイ役。同作品では、他のキャストらと共に全米映画俳優組合賞のドラマシリーズ部門でアンサンブル賞を2009年と2010年に連続して受賞した。映画ではクリント・イーストウッド監督、レオナルド・ディカプリオ主演の『J・エドガー』などへも出演している。

## 出演作品

### 映画
- K-19 K-19: The Widowmaker (2002)
- The Prisoner (2008) ※テレビ映画
- J・エドガー J. Edgar (2011)
- In Security (2013)
- デビルズ・ノット Devil's Knot (2013)
- Knights of Badassdom (2013)
- Not Safe for Work (2014)
- Terminator: Genesis (2015)

### テレビドラマ
- Hack (2003)
- サード・ウォッチ Third Watch (2003)
- LAW & ORDER:犯罪心理捜査班 Law & Order: Criminal Intent (2005, 2010)
- Hope & Faith (2005)
- マッドメン Mad Men (2007 - 2012)
- Life (2007)
- グッド・ワイフ The Good Wife (2009)
- LAW & ORDER:性犯罪特捜班 Law & Order: Special Victims Unit (2010)
- Dr.HOUSE House M.D. (2011)
- レバレッジ 〜詐欺師たちの流儀 Leverage (2011)
- Eagleheart (2011 - 2012)
- ママと恋に落ちるまで How I Met Your Mother (2012)
- JUSTIFIED 俺の正義 Justified (2013)
- メンタリスト The Mentalist (2013)
- レボリューション Revolution (2013)
- Reckless (2014)
- エクスタント Extant (2015)

### テレビアニメ
- Xavier: Renegade Angel (2009)

### ビデオゲーム
- L.A. Noire (2011)

## 参照
1. 1 2  “Michael Gladis Biography”. 2014年7月19日閲覧。
2. ↑  https://www.imdb.com/name/nm0321591/awards/?ref_=nm_awd